# McCoy Tyner
McCoy Tyner (Philadelphia, Pennsylvania, 1938. december 11. – Bergenfield, New Jersey, 2020. március 6.) amerikai dzsesszzongorista. A Coltrane-kvartett zongoristájaként vált a dzsessztörténet felejthetetlen alakjává.

## Pályafutása
13 évesen kezdett zongorázni. 1960-ban Benny Golson, Art Farmer, Freddie Hubbard együtteseiben is játszott. Aztán annak a kvartettnek lett tagja, amelyben   Elvin Jones, Jimmy Garrison és John Coltrane volt a másik három muzsikus.

## Lemezek
- Inception (1962)
- Nights of Ballads & Blues (1963)
- Today and Tomorrow (1963)
- Reaching Fourth (1963)
- McCoy Tyner Plays Ellington (1964)
- The Real McCoy (1967)
- Tender Moments (1967)
- Time for Tyner (1968)
- Expansions (1968)
- Cosmos (1970)
- Extensions (1970)
- Asante (1970)
- Sahara (1972)
- Song for My Lady (1972)
- Echoes of a Friend (1972)
- Song of the New World (1973)
- Enlightenment (1973)
- Sama Layuca (1974)
- Atlantis (1974)
- Trident (1975)
- Fly with the Wind (1976)
- Focal Point (1976)
- Supertrios (1977)
- Inner Voices (1977)
- The Greeting (1978)
- Passion Dance (1978)
- Counterpoints (1978)
- Togheter (1978)
- Horizon (1979)
- Quartets 4 X 4 (1980)
- 13th House (1981)
- La Leyenda de La Hora (1981)
- Looking Out (1982)
- Love & Peace (1982)
- Dimensions (1984)
- It's About Time (1985)
- Just Feelin' (1985)
- Double Trios (1986)
- Major Changes (1985)
- Bon Voyage (1987)
- Blues for Coltrane (1987)
- Live at the Musicians Exchange Cafe (1987)
- Revelations (1988)
- Live at Sweet Basil (1989)
- Things Ain't What They Used to Be (1989)
- One on One (1990)
- Blue Bossa (1991)
- Autumn Mood (1991)
- Soliloquy (1991)
- Remembering John (1991)
- New York Reunion (1991)
- 44th Street Suite (1991)
- Solar: Live at Sweet Basil (1991)
- In New York (1991)
- Live in Warsaw (1991)
- The Turning Point (1991)
- Journey (1993)
- Manhattan Moods (1993)
- Prelude and Sonata (1994)
- Infinity (1995)
- What the World Needs Now (1997)
- McCoy Tyner Plays John Coltrane (1997)
- McCoy Tyner és the Latin All-Stars (1999)
- McCoy Tyner és Stanley Clarke and Al Foster (2000)
- Land of Giants (2003)
- Illuminations (2004)
- Quartet (2007)
- Guitars (2008)
- Solo: Live from San Francisco (2009)

## Díjak
- NEA Jazz Masters
- Ötször nyerte el a Grammy-díjat
- Independent Music Awards (IMAs)